# Посёлок объединённого хозяйства № 14
Посёлок объединённого хозяйства № 14 (посёлок треста № 14, тат. 14 нче берләшкән хуҗалык бистәсе) — бывший населённый пункт, ныне находящийся в Кировском районе Казани.

## Расположение
Был расположен в 8 км от станции Юдино, в 3 км от центра сельсовета (Красная Горка) в 10 км от пристани Дальнее Устье.

## История
Посёлок был известен 1940-х годов и всё время своего существования как отдельный населённый пункт входил в состав Красногорского сельсовета Зеленодольского района (до 1958 года Юдинского).
В 1962 году включен в состав Нового Аракчино. Уже в его составе в 1964 года включён в состав Красной Горки, а в 1965 году — в состав Казани.

## Улицы
- Железнодорожный переулок (тат. Тимер юл тыкрыгы, Timer yul tıqrığı, бывшая Железнодорожная улица, переименована 29 марта 1966 года).[6] Начинаясь от Приволжской улицы, проходит вдоль территории гипсового завода.
- Поселковый переулок (тат. Бистә тыкрыгы, Bistä tıqrığı, бывшая улица треста № 14[тат.], переименован 28 ноября 1967 года).[7] Начинаясь от Приволжской улицы, заканчивается на северной окраине посёлка.
- Прибрежный переулок (тат. Яр буе тыкрыгы, Yar buyı tıqrığı, бывший рабочий посёлок треста № 14[тат.], переименован 28 ноября 1967 года).[7] Начинаясь от ответвления Поселкового переулка, пересекает улицы Новгородская и Летняя и заканчивается на северной окраине посёлка.
- Приволжская